# Donn F. Eisele
Donn Fulton Eisele född 23 juni 1930 i Columbus, Ohio och dog 2 december 1987 i hjärtattack under affärsresa i Tokyo, Japan.
Eisele var en amerikansk astronaut uttagen i astronautgrupp 3 17 oktober 1963 med en rymdfärd bakom sig.
Eisele lämnade rymdprogrammet 1 juni 1972.

## Apollofärden
Eisele genomförde färden Apollo 7 tillsammans med Walter Cunningham och Walter Schirra. Färden var den första amerikanska med trippelbesättning i rymden och den första bemannade rymdfärden i Apolloprogrammet.

## Rymdfärdsstatistik
| Färd     | Datum                | Tid       | EVA     |
| -------- | -------------------- | --------- | ------- |
| Apollo 7 | 11 - 22 oktober 1968 | 260:09:03 | 0:00:00 |
| Totalt   | Totalt               | 260:09:03 | 0:00:00 |